# Dammfeldstraße (Region Hannover)
Die Dammfeldstraße ist ein historischer Fahrweg im Verlauf der Bundesstraße 443 in Niedersachsen. Sie führt heute von der Stadt Lehrte in der Region Hannover zu deren Ortsteil Aligse und von dort in Richtung Röddensen. Als Teil der ehemaligen Hauptstraße von Lehrte bis nach Burgdorf war der Verkehrsweg bereits ab circa 1890 durchgehend mit Pflastersteinen aus Blaubasalt befestigt worden.
Die heutige Straßenführung insbesondere durch den Ort Aligse wurde 1969 neu festgelegt.
Zu besonderen Objekten an der Dammfeldstraße zählen die denkmalgeschützten Bauwerke Dammfeldstraße 17A sowie die Hofstelle Dammfeldstraße 24, auf der ein Zweiständer-Fachwerkhallenhaus als eines der wenigen erhaltenen Hallenhäuser des 17. Jahrhunderts in der gesamten Region Hannover herausragt.